# Saltoro Kangri
O Saltoro Kangri é a montanha mais altas das montanhas Saltoro (parte do Caracórum oriental, que por sua vez faz parte dos Himalaias), situada perto da fronteira de facto entre o Paquistão e a Índia, em território controlado pela Índia mas reclamado pelo Paquistão. É a 31.ª mais alta montanha do mundo e fica num local remoto, na região do glaciar de Siachen, no norte do Ladaque. Tem 7 742 metros de altitude e 2 160 m de proeminência topográfica.